# Liste der Naturdenkmale in Niedernhall
| Naturdenkmale | Anzahl |
| ------------- | ------ |
| FND           | 10     |
| END           | 15     |
| Gesamt        | 25     |

Die Liste der Naturdenkmale in Niedernhall nennt die verordneten Naturdenkmale (ND) der im baden-württembergischen Hohenlohekreis liegenden Stadt Niedernhall. In Niedernhall gibt es insgesamt 25 als Naturdenkmal geschützte Objekte, davon 10 flächenhafte Naturdenkmale (FND) und 15 Einzelgebilde-Naturdenkmale (END).
Stand: 1. November 2016.

## Flächenhafte Naturdenkmale (FND)
| Name                                           | Bild | Kennung     | Einzelheiten | Position | Fläche Hektar | Datum         |
| ---------------------------------------------- | ---- | ----------- | ------------ | -------- | ------------- | ------------- |
| Doline „Nebelloch“ (Warmes Loch)               | BW   | 81260600014 | Niedernhall  | ⊙        | 0,0           | 22. Apr. 1980 |
| Feuchtgebiet (Doline)                          | BW   | 81260600024 | Niedernhall  | ⊙        | 0,0           | 25. Jan. 1988 |
| Feuchtgebiet                                   | BW   | 81260600020 | Niedernhall  | ⊙        | 0,0           | 25. Jan. 1988 |
| Feuchtgebiet                                   | BW   | 81260600023 | Niedernhall  | ⊙        | 0,1           | 25. Jan. 1988 |
| Hirschgang einschließlich 3 Eichen und 1 Linde |      | 81260600017 | Niedernhall  | ⊙        | 0,1           | 21. Jan. 1982 |
| Pflanzenstandort „Küchenschelle“               | BW   | 81260600015 | Niedernhall  | ⊙        | 0,3           | 22. Apr. 1980 |
| Schilffläche                                   | BW   | 81260600025 | Niedernhall  | ⊙        | 0,4           | 25. Mai 1992  |
| 2 Feuchtgebiete                                | BW   | 81260600019 | Niedernhall  | ⊙        | 0,0           | 25. Jan. 1988 |
| 2 Feuchtgebiete                                | BW   | 81260600021 | Niedernhall  | ⊙        | 0,2           | 25. Jan. 1988 |
| 4 Feuchtgebiete                                | BW   | 81260600022 | Niedernhall  | ⊙        | 0,0           | 25. Jan. 1988 |
| Legende für Naturdenkmal                       |      |             |              |          |               |               |

## Einzelgebilde (END)
| Name                           | Bild | Kennung     | Einzelheiten | Position | Fläche Hektar | Datum         |
| ------------------------------ | ---- | ----------- | ------------ | -------- | ------------- | ------------- |
| Alteiche                       | BW   | 81260600016 | Niedernhall  | ⊙        | 0,0           | 22. Apr. 1980 |
| Alteichengruppe (16 Alteichen) | BW   | 81260600013 | Niedernhall  | ⊙        | 0,0           | 22. Apr. 1980 |
| Eichen und Eichengruppe        | BW   | 81260600007 | Niedernhall  | ⊙        | 0,0           | 5. Sep. 1974  |
| Eichengruppe                   | BW   | 81260600008 | Niedernhall  | ⊙        | 0,0           | 5. Sep. 1974  |
| 1 Alteiche                     | BW   | 81260600004 | Niedernhall  | ⊙        | 0,0           | 5. Sep. 1974  |
| 1 Alteiche                     | BW   | 81260600012 | Niedernhall  | ⊙        | 0,0           | 22. Apr. 1980 |
| 1 Alteiche                     | BW   | 81260600018 | Niedernhall  | ⊙        | 0,0           | 21. Jan. 1982 |
| 1 Birnbaum                     | BW   | 81260600009 | Niedernhall  | ⊙        | 0,0           | 22. Apr. 1980 |
| 1 Eibe                         | BW   | 81260600002 | Niedernhall  | ⊙        | 0,0           | 13. Apr. 1955 |
| 1 Eiche                        |      | 81260600003 | Niedernhall  | ???      | 0,0           | 3. Jan. 1961  |
| 1 Eiche                        | BW   | 81260600011 | Niedernhall  | ⊙        | 0,0           | 22. Apr. 1980 |
| 1 Linde                        | BW   | 81260600001 | Niedernhall  | ⊙        | 0,0           | 13. Apr. 1955 |
| 1 Linde                        | BW   | 81260600005 | Niedernhall  | ⊙        | 0,0           | 13. Apr. 1955 |
| 1 Linde                        | BW   | 81260600006 | Niedernhall  | ⊙        | 0,0           | 5. Sep. 1974  |
| 1 Pappel mit Steinkreuz        | BW   | 81260600010 | Niedernhall  | ⊙        | 0,0           | 22. Apr. 1980 |
| Legende für Naturdenkmal       |      |             |              |          |               |               |